# Paraphrynus velmae
Espèce
Paraphrynus velmae est une espèce d'amblypyges de la famille des Phrynidae.

## Distribution
Cette espèce est endémique du San Luis Potosí au Mexique. Elle se rencontre à Xilitla et Aquismón dans les grottes Sótano de Tlamaya et Sótano de Huitzmolotitla.

## Description
La femelle holotype mesure 17,5 mm.

## Publication originale
- Mullinex, 1975 : Revision of Paraphrynus Moreno (Amblypygida: Phrynidae) for North America and the Antilles. Occasional Papers of the California Academy of Sciences, no 116, p. 1-80 (texte intégral).